# Gyrtona arcuata
Gyrtona arcuata là một loài bướm đêm trong họ Noctuidae.